# Romain Gyssels
Petrus Romain Gyssels (Denderwindeke, 10 maart 1907 – Parijs, 31 maart 1978) was een Belgisch wielrenner.
Gyssels is vooral bekend doordat hij in 1932 de dubbel lukte: in hetzelfde jaar de Ronde van Vlaanderen en Parijs-Roubaix winnen. Dat was de tweede keer dat dit voorviel, na Heiri Suter die dit voor de eerste maal realiseerde. Daarvoor won hij de Ronde van Vlaanderen ook al in 1931 en daarna was hij ook nog winnaar van Bordeaux-Parijs in 1932. In 1934 won hij Parijs-Belfort.

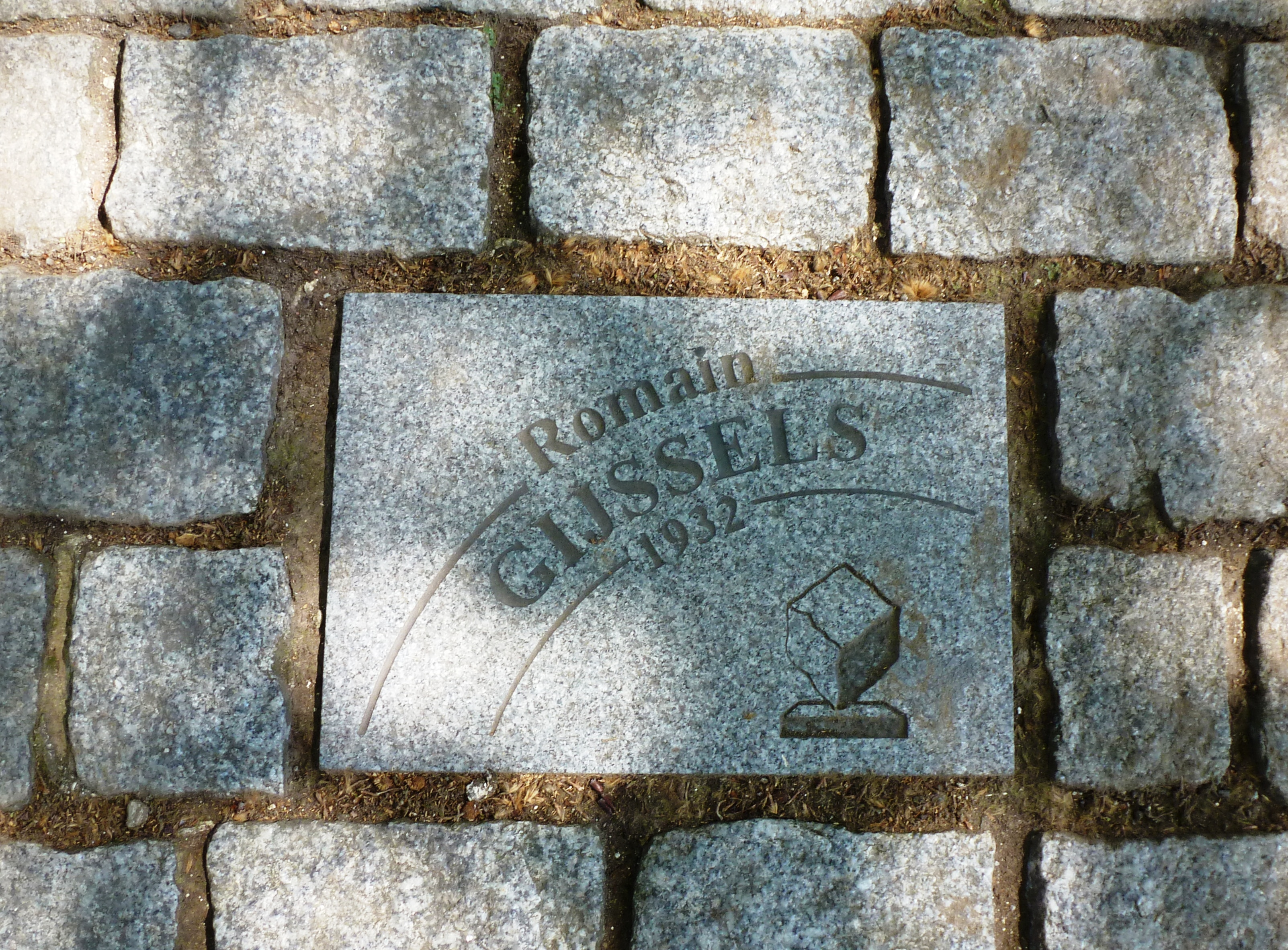
Kasseitegel voor Romain Gyssels op de Allée Charles Crupelandt in Roubaix

## Resultaten in voornaamste wedstrijden
| Jaar | Ronde van Italië | Ronde van Frankrijk | Ronde van Spanje |
| ---- | ---------------- | ------------------- | ---------------- |
| 1931 |                  | opgave              |                  |
| 1932 |                  |                     |                  |
| 1933 |                  |                     |                  |
| 1934 |                  | 32e                 |                  |
| 1936 |                  |                     |                  |

| Jaar | Ronde van Vlaanderen | Parijs-Roubaix | Parijs-Tours | Parijs-Brussel |  | WK op de weg |
| ---- | -------------------- | -------------- | ------------ | -------------- |  | ------------ |
| 1931 | ↑                    | 9e             |              | Brons          |  |              |
| 1932 | ↑                    | ↑              |              | 5e             |  | 10e          |
| 1933 | ↑                    | 16e            | 17e          |                |  |              |
| 1934 |                      | 19e            | Zilver       | 22e            |  |              |
| 1936 | 8e                   | 4e             |              |                |  |              |